# 香港高校圖書聯網

香港高校圖書聯網標誌

香港高校圖書聯網（英語：Hong Kong Academic Library Link），又名港書網，簡稱HKALL，本來是一個由香港城市大學、嶺南大學及香港大學，在2004年1月至10月發起的圖書館聯網試驗計劃。旨在讓三所院校圖書館的讀者能夠更加快捷、更加方便地使用其餘兩所院校圖書館的藏書。經檢討後，大學教育資助委員會在2005年資助1000萬建立正式的香港高校圖書館聯網，並於同年10月啟動。聯網參與院校由試驗初期的三所大學拓展至八大高等院校。八大院校，即香港大學、香港中文大學、嶺南大學、香港城市大學、香港教育大學、香港理工大學、香港浸會大學及香港科技大學可共享超過500萬冊藏書。持香港高校圖書館諮詢委員會（JULAC）聯校圖書證的學生只需要透過聯網網頁，便可以預訂其他院校的書籍，並將之送往自己就讀的院校。及後在大學圖書館的流通處完成辦理借取及歸還手續即可完成借出過程。經歷了十多年的運作，系統在2017年6月至7月期間進行整合分享系統更新。
香港高校圖書聯網在設計上是一個藏書聯合目錄。亦是圖書館之間的一個協作項目。目的在於有效促進館藏資源利用與分享。在機制上，聯網已達到聯合採購、讀者互訪、館際互借、圖書互借、文獻傳遞與合作編目。通過建立聯合學術書庫，各個參與其中的圖書館一方面促進館際交流，另一方面繼續發展各自的特色館藏。香港高校圖書聯網可供分享的館藏不只限於書本，亦涵蓋學術期刊、圖像資料、視聽資料和期刊文獻。聯網系統中的網頁介面設計簡單，可讓讀者透過不同的檢索功能，包括書目名稱、作者、書目所涉及的範疇、國際標準書號以及國際標準期刊號來檢尋所需資料；在搜尋內容的語言選擇方面計有中文、英語、德語、法語、韓語及日語。另外，系統容許讀書使用進階搜索，以布爾邏輯的運算變數，即「與」（AND）、「或」（OR）和「非」（NOT）來縮窄搜索範圍。
至於借還操作過程，若然沒有其他人預訂已借出的書籍，借書人可以透過系統續借。當書籍被借出後，借閱人跟在一般圖書館借書的情況一樣，要遵守借還事項。每位讀者最多只能借出10本書籍，每次借取期限為15天。大學教師、研究人員和研究生的借取日數為則長達30天。續借次數只限一次。如遇上逾期歸還、逾期續借或催還後逾期歸還，借閱人會被罰款。
早於聯網正式推出初年，香港大學曾建議聯同其他七所院校進行名為「香港高校圖書聯網 ：由圖書館使用者啓動的書籍遞送系統」的項目，但因成效未如理想，而且院校不大熱衷協作計劃，令該項獲大學教育資助委員會所設立的協作基金資助計劃在2007年終止進行。

## 外部連結
- 香港高校圖書聯網 （页面存档备份，存于）